# Sistema esquimal de parentesco
El sistema esquimal de parentesco (también conocido como parentesco lineal) es un sistema terminológico de parentesco empleado para la definición de una parentela. Fue identificado por Lewis Henry Morgan en su trabajo Sistemas de parentesco, consanguinidad y afinidad de la familia humana, publicado en 1871. Desde entonces se considera que el esquimal constituye uno de los grandes sistemas de nomenclatura de relaciones parentales, al lado del hawaiano, iroqués, ómaha, crow y sudanés.

## Difusión de los sistemas esquimales

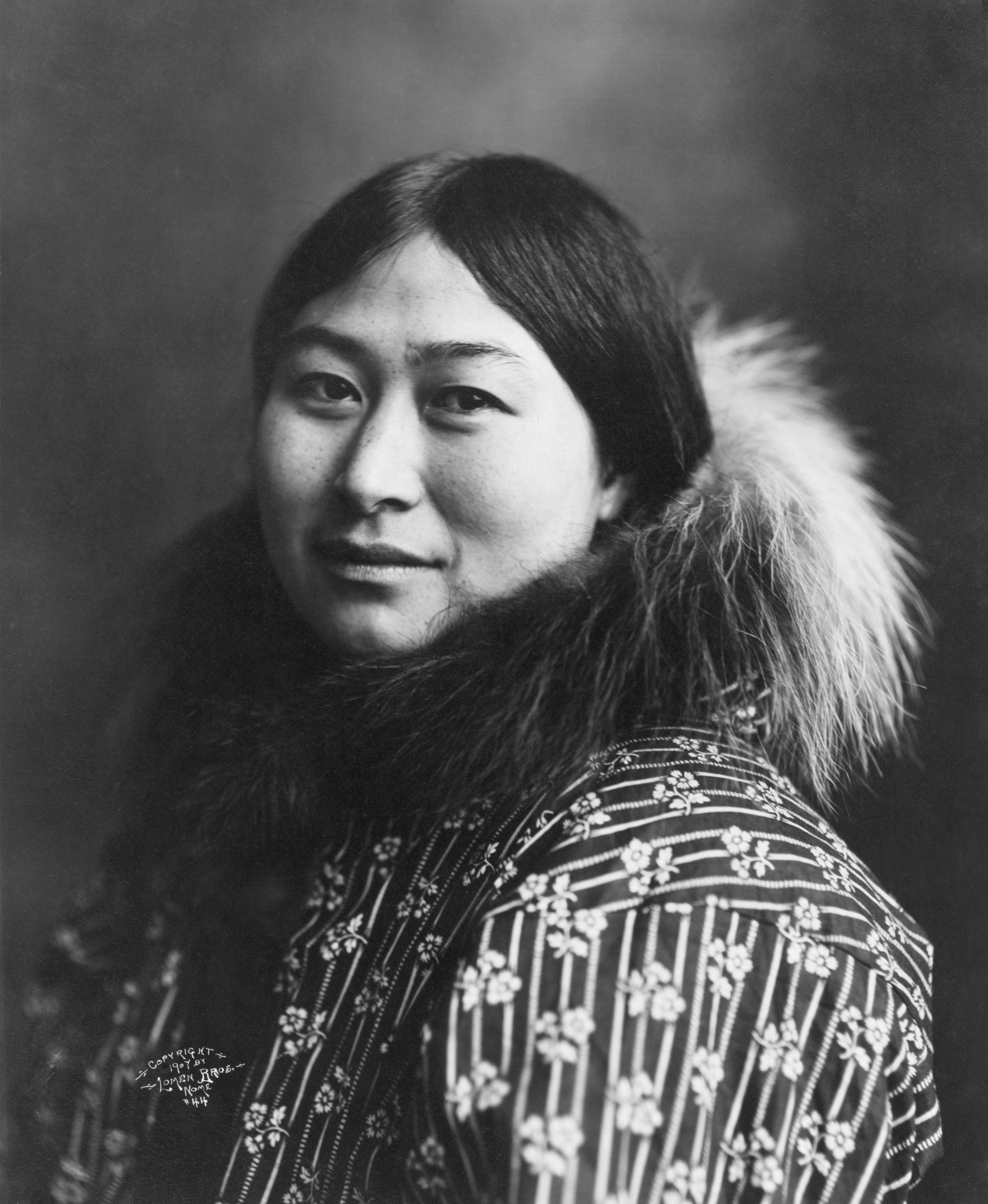
Nowadlook (Nora) Ootenna, mujer inuit, en 1907. Aunque los sistemas de parentesco de tipo esquimal reciben su nombre del término con que se designaba a los inuit en la época en que fueron descubiertos, no se trata de una creación exclusiva de ese grupo. Se encuentran difundidos en diversas sociedades que no tuvieron relaciones directas por tiempo inmemorial.

Los sistemas esquimales de parentesco son relativamente raros en términos de la cantidad de sociedades que los emplean. Han sido desarrollados sobre todo, aunque no exclusivamente, en sociedades con una baja densidad de relaciones sociales, donde las condiciones de dispersión poblacional obligan a fortalecer los vínculos de la familia nuclear con propósitos de supervivencia. Tal es el caso de los mismos inuit o de algunas tribus de cazadores recolectores, como los bosquimanos. En la actualidad se encuentran difundidos en casi todo Occidente, donde la mayor parte de los sistemas de nomenclatura parental de las lenguas europeas están basados en un esquema de tipo esquimal. A partir de Europa han pasado a América, donde se impusieron sobre muchos de los sistemas indígenas preexistentes. El sistema de nomenclatura parental empleado en los países de habla hispana es de tipo esquimal. 
Este sistema es ampliamente utilizado en las sociedades con descendencia bilineal (es decir, aquellas que no definen la pertenencia al linaje de uno solo de los padres, sino de ambos. En muchas de las sociedades occidentales, la familia nuclear representa un sistema social y económicamente independiente, aunque se suele enfatizar el parentesco inmediato. La tendencia de las sociedades occidentales a vivir separados e interactuar solo en el ámbito de lo ceremonial (ceremonias que van desde los nacimientos, pasando por las bodas, hasta los ritos funerarios) suele reforzar esta situación.

## Terminología
Aunque el término esquimal es en la actualidad un término políticamente incorrecto y considerado arcaico e incluso ofensivo, es necesario decir que fue empleado en la época victoriana para nombrar a las tribus de Alaska referidas por Morgan en su análisis del sistema de parentesco. En la actualidad, las tribus suelen ser llamadas inuit, aunque algunos de ellos, como los yupik, que no hablan la lengua de los inuit, se oponen a ser llamados inuit y prefieren el uso del término eskimo (palabra inglesa para esquimal).

## Sistema de parentesco
El sistema esquimal no establece distinción entre parientes patrilineales o matrilineales, y se centra en las diferencias en las relaciones entre familiares por su distancia a partir de Ego. Cuanto más cercana sea una persona en términos sociales a Ego, mejor descrita se encontrará en el sistema de nomenclatura. Otra característica importante del sistema esquimal de parentesco es su énfasis en la familia nuclear, identificando sólo a la madre, el padre y los hermanos de uno y otro sexos. Los demás parientes son ubicados en categorías, con distinciones solamente por sexo y generación. El sistema esquimal emplea términos descriptivos y clasificatorios, diferenciando género, parientes en la línea directa de descendencia y colaterales.
Los siblings parentales de Ego son distinguidos, como ya se ha dicho, únicamente por sexo, pero no por grado. Por ejemplo, el hermano del padre de Ego es llamado tío y la hermana del padre de Ego es llamada tía en el sistema de nomenclatura de la lengua española. Los hijos de dos hermanos suelen ser denominados con la misma palabra, en ocasiones sin distinguir género. Así ocurre en inuit o en inglés, no en español donde primo es un término que describe las relaciones entre individuos del mismo o diferente género y prima describe la relación existente entre Ego con la hija de algún sibling de cualquiera de sus dos progenitores. A diferencia de los sistemas hawaiianos, en los sistemas esquimales, Ego se distingue claramente de sus hermanos.